# D-sorbitolo deidrogenasi (accettore)
La D-sorbitolo deidrogenasi (accettore) è un enzima appartenente alla classe delle ossidoreduttasi, che catalizza la seguente reazione:
D-sorbitolo + accettore ⇄ L-sorbosio + accettore ridotto
Una flavoproteina (FAD).